# Arnulf Baring

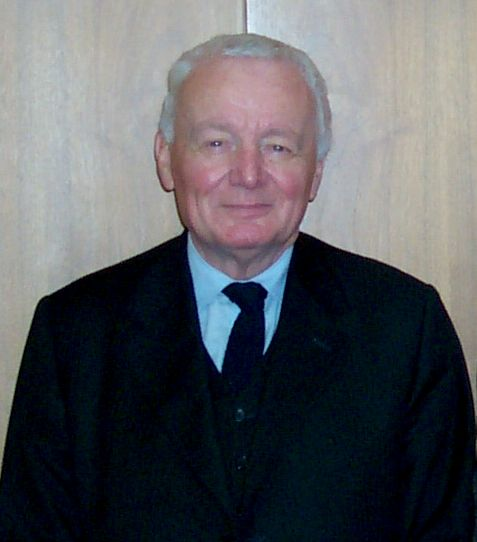
Arnulf Baring (2002)

Arnulf Martin Baring (* 8. Mai 1932 in Dresden; † 2. März 2019 in Berlin) war ein deutscher Jurist, Publizist, Politikwissenschaftler, Zeithistoriker und Autor. Er war Professor an der Freien Universität Berlin und Angehöriger der deutsch-britischen Bankiersfamilie Baring.

## Leben
Geboren wurde Arnulf Baring als Sohn des damaligen Gerichtsassessors und späteren Senatspräsidenten beim Bundesverwaltungsgericht in Berlin Martin Baring (1904–1989) und seiner Frau Gertrud Baring, geb. Stolze (1907–1988). In erster Ehe war er mit Heidi Dietrich (1940–2021) verheiratet. Seit 1986 war er in zweiter Ehe verheiratet mit der heute als Familientherapeutin tätigen, 1954 geborenen Gabriele Baring, geborene Oettgen. Baring war Vater von vier Kindern, die Töchter Juliane und Susanne entstammen der ersten Ehe Barings, die Kinder Anna und Moritz seiner zweiten Ehe.

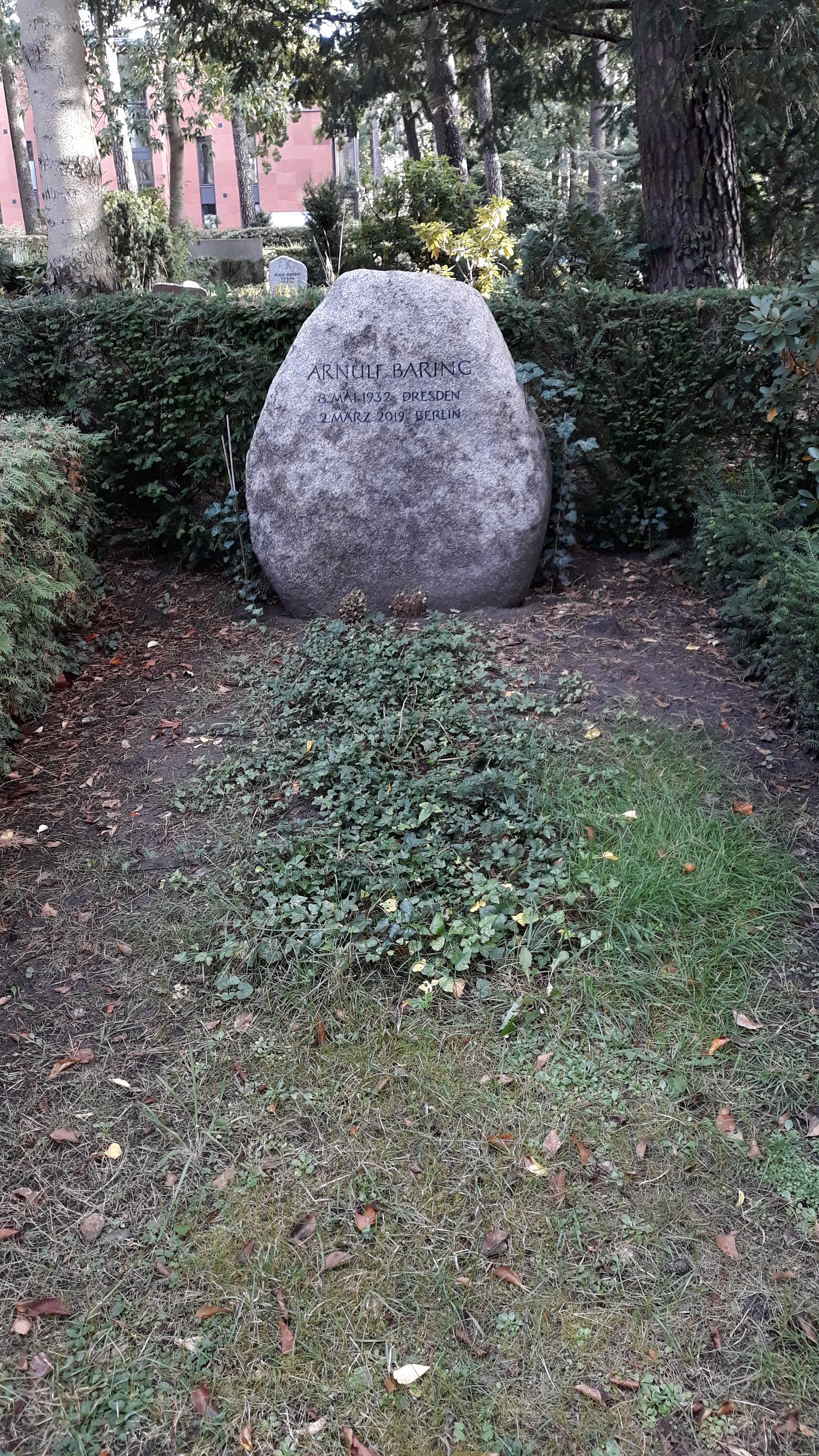
Das Grab von Arnulf Baring auf dem Evangelischen Kirchhof Nikolassee

Baring besuchte von 1938 bis 1942 die Volksschule und anschließend bis zum Abitur im Mai 1950 das Gymnasium in Berlin-Zehlendorf. Von 1943 bis 1945 lebte er bei einer Großmutter in Dresden. Dort überlebte er knapp den Feuersturm, den vor allem britische Bomber im Februar 1945 verursachten. Nach dem Abitur und einem Werkhalbjahr im Ruhrgebiet studierte Baring ab 1951 Jura und politische Wissenschaft in Hamburg, Berlin, Freiburg, New York, Speyer und Paris. In dieser Zeit war er Stipendiat des Evangelischen Studienwerks Villigst. Im Dezember 1955 legte er in Berlin die erste juristische Staatsprüfung ab; im Juni 1957 erwarb er einen Master of Arts der Columbia University. Von 1956 bis 1958 war Baring Assistent am Institut für Staatslehre, Staats- und Verwaltungsrecht der Freien Universität Berlin, an der er 1958 mit der Dissertation Der Vertreter des öffentlichen Interesses im deutschen Verwaltungsprozeß bei Karl August Bettermann zum Dr. jur. promoviert wurde.
Anschließend war Baring Lehrbeauftragter an der Deutschen Hochschule für Politik in Berlin. An der Fondation nationale des sciences politiques der Pariser Universität gastierte er von 1960 bis 1962. Von 1962 bis 1964 war er Redaktionsmitglied (Politik) des Westdeutschen Rundfunks (WDR) in Köln. Zwischen 1966 und 1968 war Baring wissenschaftlicher Assistent am Institut für Staatslehre, Staats- und Verwaltungsrecht und Lehrbeauftragter am Otto-Suhr-Institut der FU Berlin, wo er sich nach den alten Regeln vor der Reform an der wirtschafts- und sozialwissenschaftlichen Fakultät 1968 mit einer durch Gilbert Ziebura betreuten Arbeit über die Außenpolitik in Adenauers Kanzlerdemokratie habilitierte.
Nach einem einjährigen Forschungsaufenthalt auf Einladung Henry Kissingers am Center for International Affairs der Harvard University wurde er im Herbst 1969 zum ordentlichen Professor für Politikwissenschaft, Theorie und vergleichende Geschichte der politischen Herrschaftssysteme an der FU Berlin berufen. Dort übernahm er am Otto-Suhr-Institut den Lehrstuhl für Theorie und vergleichende Geschichte der politischen Herrschaftssysteme. Diesen hatte er bis zu seinem Wechsel auf den Lehrstuhl für Zeitgeschichte und Internationale Beziehungen am Friedrich-Meinecke-Institut im Jahr 1976 inne. Ab 1972 war er Mitherausgeber der Vierteljahrshefte für Zeitgeschichte. Seit 1998 war Baring emeritiert. Zu seinen akademischen Schülern gehörten Dominik Geppert, Bolko von Oetinger und Wulf Schmiese.
Während der Amtszeit von Walter Scheel war er von 1976 bis 1979 im Bundespräsidialamt tätig und arbeitete dort an seinem 1982 veröffentlichten Bestseller Machtwechsel, in dem er die ersten Jahre der sozialliberalen Koalition nach 1969 und das Entstehen der neuen Ostpolitik beschrieb. 1983 wurde Baring, weil er Hans-Dietrich Genscher im Bundestagswahlkampf unterstützt hatte, aus der SPD ausgeschlossen, deren Mitglied er seit 1952 gewesen war. Später stand er keiner Partei nahe, aber er unterstützte Stiftungen wie die FDP-nahe Friedrich-Naumann-Stiftung und die CDU-nahe Konrad-Adenauer-Stiftung, und er war Botschafter der Lobbyorganisation Initiative Neue Soziale Marktwirtschaft.
In den 1990er Jahren wurde Baring mit seinen Büchern Scheitert Deutschland? und Es lebe die Republik, es lebe Deutschland! auch außerhalb der Wissenschaft mit liberalen und patriotischen Anschauungen bekannt. Als Hochschullehrer öffnete er sein Haus vielen begabten Studenten, von denen manche kostenfrei bei ihm wohnen konnten. Von 1986 bis 1988 war er Gastprofessor an der Stiftung Wissenschaft und Politik in Ebenhausen, Fellow am Woodrow Wilson International Center for Scholars in Washington, D. C., und Senior Research Associate am Institute for East-West Security Studies in New York. 1992/1993 war Baring Mitglied (Member) des Institutes for Advanced Study in Princeton und 1993/1994 Fellow am St Antony’s College der University of Oxford.
Er engagierte sich für die Aufarbeitung der SED-Diktatur und war seit 2003 Gründungsmitglied des Fördervereins der Gedenkstätte Berlin-Hohenschönhausen. Außerdem war er Unterstützer des Zentrums gegen Vertreibungen und Mitglied im Beirat der Atlantischen Initiative.
Baring war als Gesprächspartner häufig zu Gast in Talkshows wie Anne Will, hart aber fair oder Menschen bei Maischberger. Im Juli 2009 hielt er eine Festtagsrede beim Deutschen Atomforum, für die er von der Lobbyagentur Deekeling Arndt bezahlt wurde. Er trat dabei laut eigenem Bekenntnis als „unparteiischer, aber leidenschaftlich engagierter Bürger“ für die Atomkraft ein. Auf Nachfrage sagte er, die Agentur habe ihm vorher zugearbeitet und Informationen geliefert. Damals gab es – auch im Rahmen des Wahlkampfes zur Bundestagswahl im September 2009 – eine Kampagne zu einer Laufzeitverlängerung deutscher Kernkraftwerke. Die Frankfurter Allgemeine Zeitung veröffentlichte Barings Rede als umfangreichen Gastbeitrag.
Arnulf Baring starb am 2. März 2019 im Alter von 86 Jahren in Berlin. Seine letzte Ruhestätte fand er auf dem Evangelischen Kirchhof Nikolassee im Berliner Ortsteil Nikolassee, Bezirk Steglitz-Zehlendorf.

## Positionen und mediale Kontroversen
Baring setzte sich während seiner gesamten Laufbahn mit dem aktuellen politischen Geschehen in der Bundesrepublik Deutschland auseinander. Dabei löste er mehrmals Diskussionen aus.
So äußerte er sich 1991 in einem veröffentlichten Gespräch mit dem Verleger Wolf Jobst Siedler undifferenziert abfällig über die Qualifikation der ehemaligen DDR-Bürger mit Hochschulabschluss.

„Das Regime hat fast ein halbes Jahrhundert die Menschen verzwergt, ihre Bildung verhunzt. Jeder sollte nur noch ein hirnloses Rädchen im Getriebe sein, ein willenloser Gehilfe. Ob sich dort heute einer Jurist nennt oder Ökonom, Pädagoge, Psychologe, Soziologe, selbst Arzt oder Ingenieur, das ist völlig egal. Sein Wissen ist auf weiten Strecken völlig unbrauchbar. [...] viele Menschen sind wegen ihrer fehlenden Fachkenntnisse nicht weiter verwendbar. Sie haben einfach nichts gelernt, was sie in eine freie Marktgesellschaft einbringen könnten.“

Diese Äußerung führt der Sozialwissenschaftler Thomas Ahbe als Beispiel für die soziale Konstruktion von Ostdeutschen an. Ein Beispiel für die verbreitete Empörung in Ostdeutschland zeigt der Historiker Ernst Engelberg.
Im Jahre 1997, warnte Baring in seinem Buch Scheitert Deutschland? vor der Währungsunion zahlreicher europäischer Länder (der Einführung des Euros) und der Aufnahme Griechenlands in die Währungsunion. Seine Befürchtung war, dass Deutschland finanzpolitisch erpresst zu werden drohe. Außerdem würden die Deutschen für die allen Mitgliedsstaaten auferlegte Währungs- und Haushaltsdisziplin verantwortlich gemacht, womit sie riskierten, „einmal mehr zum bestgehassten Volk in Europa zu werden“.

„Die Währungsunion wird daher am Ende auf ein gigantisches Erpressungsmanöver hinauslaufen. Man wird uns sagen: Wenn ihr wollt, dass die Währungsunion funktioniert und uns Europa nicht um die Ohren fliegt, dann müssen wir künftig Transferzahlungen leisten. Deshalb sind die Steuern zu erhöhen, ist unsere Konkurrenzfähigkeit gegenüber Drittländern entsprechend zu reduzieren.“

Durch die seit 2009 andauernde Eurokrise sah Baring sich in seinen Prognosen bestätigt. Er bezeichnete die Währungsunion als die größte Fehlentscheidung Deutschlands nach 1945.
Im November 2002 erschien in der Frankfurter Allgemeinen Zeitung ein vielbeachteter Artikel mit dem Titel Bürger auf die Barrikaden, in dem Baring das „erstarrte Parteiensystem“ für die Reformschwäche der Bundesrepublik verantwortlich machte. Weiter heißt es in diesem Artikel: „Wir dürfen nicht zulassen, dass alles weiter bergab geht, hilflose Politiker das Land verrotten lassen.“
2003 verteidigte Baring öffentlich den CDU-Bundestagsabgeordneten Martin Hohmann, der mit dem Vorwurf, eine antisemitische Rede gehalten zu haben, aus der CDU ausgeschlossen werden sollte. 2006 unterzeichnete er den von der Wochenzeitung Junge Freiheit initiierten „Appell für die Pressefreiheit“ gegen den Ausschluss der Jungen Freiheit von der Leipziger Buchmesse.
Ebenfalls 2006 wurde eine angebliche Äußerung Barings über den Holocaust kritisiert. Bei einem Auftritt während einer CDU-Veranstaltung soll er laut einem Bericht der Frankfurter Rundschau vom 9. September 2006 die Auffassung geäußert haben, die Darstellung der Judenvernichtung als „einzigartiges und unvergleichbares Verbrechen“ (vgl. Singularitätsdebatte) sei übertrieben. SPD und Grüne warfen ihm daraufhin Relativierung der Verbrechen des Nationalsozialismus vor. Baring wies die Vorwürfe zurück; seine Äußerung, die einer frei gehaltenen Rede entnommen wurde, sei aus dem Zusammenhang gerissen worden. Man versuche, ihn in die „rechtskonservative Ecke“ zu stellen. Der kritisierte Passus lautete wörtlich und im Zusammenhang so:

„Natürlich ist vollkommen klar, dass die zwölf Jahre Hitler mit uns sein werden, solange es Deutsche gibt. Auch wenn wir selber geneigt wären, einen Schlussstrich zu ziehen, wird uns dieser zwölf Jahre lange Zeitraum immer anhängen. Das ist eine Katastrophe gewesen, und die Verbrechen haben uns anhaltend beschädigt. Aber es ist ebenso wahr, dass diese zwölf Jahre und die verbrecherischen Züge dieser Zeit nicht das Ganze unserer Geschichte ausmachen, dass dies eine beklagenswerte Entgleisung gewesen ist, dass wir im Grunde genommen nur mit Trauer an diese Phase zurückdenken, dass dies eben eine Vergangenheit ist, die nicht vergehen will, dass eben doch die deutsche Geschichte nicht in dieser Phase kumuliert, sonders dass es lange Jahrhunderte deutscher Tüchtigkeit und deutscher Friedlichkeit vorher gegeben hat. […] Auch dies ist ein Teil dieser Geschichte, zu der wir uns bekennen sollten.“

Baring vertrat die Ansicht, es gebe zu viel Regulierung in Deutschland, und bezeichnete die Bundesrepublik 2002 als „DDR light“. Der Sozialstaat, so äußerte Baring in Fernsehshows und seinen Publikationen, sei in Deutschland viel zu ausgeprägt und verursache eine Stagnation im Land. Im Oktober 2008 kritisierte Susanne Gaschke diese Aussagen Barings und anderer Vertreter des Wirtschaftsliberalismus in der Zeit mit Blick auf die Finanzkrise ab 2007. Das unbeachtete Verhalten von Bankiers und Spekulanten habe sich, so Gaschke, als viel größere Krisenursache entpuppt. Baring verurteile die „drohnenhafte Herrschaftsklasse“ jedoch nicht für diesbezügliche Fehler, sondern weil sie den Sozialstaat nach seiner Sicht nicht genügend abgebaut habe.
Im September 2010 äußerte sich Baring in Fernsehsendungen bei Frank Plasberg und Anne Will zur Diskussion um Thilo Sarrazins Buch Deutschland schafft sich ab. Das Werk selbst erscheine ihm nach der Lektüre „eines großen Teils“ als ein „sehr seriöser, ernsthafter, nachdenklicher, gut belegter Essay in einer Frage, die wir seit Jahrzehnten vor uns herschieben“. Dass die Kanzlerin das Buch ohne genaue Kenntnis verurteilt und die Bundesbank dazu gedrängt habe, Sarrazins Entlassung anzubahnen, und schließlich nach wenigen Tagen äußerte, die Bundesbank habe in voller Souveränität entschieden, bezeichnete Baring als „Verhöhnung der Bundesbank“ und der Bürger insgesamt.
Baring, der zuvor Sympathisant von Karl-Theodor zu Guttenberg gewesen war, kritisierte diesen aufgrund seiner plagiierten Dissertation und warf ihm charakterliche Mängel vor.
In der Talkshow „Münchner Runde“ verbreitete Baring 2011 die geschichtsrevisionistische These, dass die NSDAP eine linke Partei gewesen sei.

## Ehrungen und Auszeichnungen
- 1998 Verdienstkreuz 1. Klasse des Verdienstordens der Bundesrepublik Deutschland.[42]
- 2002 Europäischer Karlspreis der Sudetendeutschen Landsmannschaft
- 2004 Europäischen Kulturpreises für Politik
- 2011 Großes Bundesverdienstkreuz des Verdienstordens der Bundesrepublik Deutschland

## Schriften (Auswahl)
- Der Vertreter des öffentlichen Interesses im deutschen Verwaltungsprozeß. In: Verwaltungsarchiv 50 (1959), Heft 2, S. 106–164 (Zugl.: Berlin, Freie Univ., Diss., 1958).
- Außenpolitik in Adenauers Kanzlerdemokratie: Bonns Beitrag zur europäischen Verteidigungsgemeinschaft (= Schriften des Forschungsinstituts der Deutschen für Auswärtige Politik e. V., Band 28). Oldenbourg, München 1969 (Reprint, De Gruyter Oldenbourg, München 2015, ISBN 978-3-486-42951-0); erschien außerdem unter dem Titel Im Anfang war Adenauer. Die Entstehung der Kanzlerdemokratie. Deutscher Taschenbuch Verlag, München 1982, ISBN 978-3-42310097-7.
- Sehr verehrter Herr Bundeskanzler! Heinrich von Brentano im Briefwechsel mit Konrad Adenauer 1949–1964. Hoffmann und Campe Verlag, Hamburg 1974, ISBN 3-455-00305-2.
- Machtwechsel. Die Ära Brandt-Scheel. Deutsche Verlags-Anstalt, Stuttgart 1982, ISBN 3-421-06095-9 (Platz 1 der Spiegel-Bestsellerliste in den Jahren 1982 und 1983).
- Der 17. Juni 1953, Deutsche Verlagsanstalt, Stuttgart 1983, ISBN 3-421-06132-7.
- Unser neuer Größenwahn. Deutschland zwischen West und Ost, Deutsche Verlagsanstalt, Stuttgart 1988, ISBN 3-421-06398-2.
- Deutschland, was nun? Siedler, München 1991, ISBN 978-3-88680-429-0.
- Scheitert Deutschland? Der schwierige Abschied von unseren Wunschwelten. Deutsche Verlags-Anstalt, Stuttgart 1997, ISBN 3-421-05095-3.
- Es lebe die Republik, es lebe Deutschland! Stationen demokratischer Erneuerung 1949–1999. Deutsche Verlags-Anstalt, Stuttgart 1999, ISBN 3-421-05194-1.
- Kanzler, Krisen, Koalitionen. Siedler, Berlin 2002, ISBN 3-88680-762-2.
- Der Unbequeme. Autobiografische Notizen. Europa Verlag, Berlin 2013, ISBN 978-3-944305-12-7.